# Lluís Morató i Guerrero
Lluís Morató i Guerrero (Barcelona, 1903- 1963) fou un artista català.

## Biografia
Fill del periodista i escriptor Josep Morató i Grau i de Concepció Guerrero i Miró. Dibuixant precoç, entre els tretze i els setze anys es formà artísticament a l'acadèmia de dibuix i pintura d'Ignasi Mallol i amb Francesc d'Assís Galí, dins els paràmetres del corrent noucentista.
Als disset anys, poc després de la sobtada mort del seu pare, provà fortuna com a pintor a Nova York, treballant en tota mena de feines entre l'agost de 1920 i l'abril de l'any següent, quan caigué malalt de reumatisme. Hi coincidí amb els pintor Joaquim Torres-García i Rafael Sala i col·laborà amb la Comissió d'Esbarjos del Centre Nacionalista Català de Nova York.
Retornat a Catalunya, entrà a treballar a Riegos y Fuerza del Ebro, S.A. Casà amb Antònia Roqueta, de família originària de Figuerola d'Orcau. La seva primera exposició, a la Sala Robert de Barcelona, coincidí amb la proclamació de la Segona República. Fou vocal de la junta del Saló de Montjuïc, organitzador de les Exposicions de Primavera a Barcelona. Passà la Guerra Civil espanyola a la capital catalana sense ésser mobilitzat.
Malalt de tifus, creuà la frontera del Pertús el febrer de 1939 i tornà per Irun. Fou reclòs al camp de concentració de San Pedro de Cardeña (Burgos) fins a finals d'abril d'aquell any, quan retornà a Barcelona. Destacà molt especialment com a caricaturista, retratant alguns dels personatges més destacats del seu temps.
En el camp de la pintura, s'especialitzà en el domini de les figures i en especial del retrat, amb un estil considerat força original als anys trenta del segle xx, però allunyat després dels corrents més innovadors de postguerra. Entre 1931 i 1961 exposà la seva obra preferentment a Barcelona i puntualment a Madrid, Palma i Tolosa de Llenguadoc, entre altres ciutats. Rebé el Premi Sant Jordi de 1952 i el Municipal de Belles Arts i del Reial Cercle Artístic el 1954. Mantingué una intensa amistat amb la nissaga dels Opisso i amb el poeta i editor Josep Maria López-Picó. Fou també autor d'obra narrativa i de poesia inèdites.
Actualment es poden trobar obres de l'artista en diverses col·leccions de Catalunya, com al Museu Abelló de Mollet del Vallès.

## Fons personal
El seu fons personal es conserva a l'Arxiu Nacional de Catalunya. El fons aplega la documentació produïda i rebuda per Lluís Morató i Guerrero, preferentment com a resultat de la seva carrera artística. Inclou documentació identificativa, certificats, recordatoris i altra documentació personal i familiar. Conserva diferents escrits de caràcter autobiogràfic, com ara "Coses meves", "Impressió del meu viatge als Estats Units" o "Evocació", dedicat al seu pare. Hi trobem també la mateixa obra narrativa, diferents exemples de treballs publicats com a il·lustrador i programes d'actuacions teatrals pròpies (1944-1958). Pel que fa a la correspondència, destaca el centenar de cartes trameses i rebudes durant la seva estada als Estats Units, així com un volum notable d'altres cartes rebudes de diversos amics, clients de l'obra artística, particulars i institucions. El fons testimonia també la seva vinculació a la junta del Saló de Montjuïc i permet una aproximació exhaustiva als catàlegs i dossiers de crítiques en premsa de les seves exposicions de pintura i dibuix entre 1931 i 1963 (incloent-hi fulls de liquidació econòmica de diverses mostres). Aplega, finalment, poemes i escrits aliens, alguns dels quals dedicats en homenatge (obra, entre d'altres, de Joan Cortés i Josep Maria López Picó). En el seu conjunt, el fons facilita un coneixement força exhaustiu de la seva trajectòria artística en el marc del conjunt de la cultura catalana durant Segona República i els primers anys del franquisme.